# Hans Jiricek
Hans Jiricek (* 27. Dezember 1888 in Wien; † 25. Juni 1959 ebenda) war ein österreichischer Politiker (SPÖ) und Krankenkassendirektor. Er war Abgeordneter zum Österreichischen Nationalrat und Abgeordneter zum Landtag Niederösterreich.

## Leben
Jiricek besuchte die Volks- und Bürgerschule und erlernte den Beruf des Metalldrehers und Mechanikers. In seinem erlernten Beruf war er zwischen 1904 und 1919 tätig. Im Jahr 1921 trat er in den Dienst der Sozialversicherung, ab 1938 war er Werkmeisterassistent in der
Wiener Lokomotivfabrik AG und ab 1945 Direktor der Wiener Gebietskrankenkasse für Arbeiter und Angestellte.
Seine politische Karriere begann Jiricek als Betriebsvertrauensmann und Obmann-Stellvertreter der sozialdemokratischen Bezirksorganisation Hernals sowie als Hernalser Bezirksrat. Er war zwischen dem 20. Mai 1919 und dem 11. Mai 1921 Abgeordneter zum Niederösterreichischen Landtag, wobei er während der Trennungsphase Wiens von Niederösterreich ab 10. November 1920 Mitglied der Wiener Kurie bzw. ab 30. Dezember 1920 Wiener Delegierter war. Zudem vertrat er die Sozialdemokratische Partei zwischen dem 13. März 1929 und dem 17. Februar 1934 im Nationalrat (III. und IV. Gesetzgebungsperiode). Im Zuge des Österreichischen Bürgerkriegs und dem Verbot der Sozialdemokratischen Partei verlor Jiricek sein Nationalratsmandat und wurde verhaftet. Er wurde zu zwei Monaten Arrest verurteilt und befand sich zwischen 1934 und 1935 in „Anhaltehaft“. Auch während der Zeit des Nationalsozialismus wurde Jiricek zwischen 1941 und 1945 aus politischen Gründen inhaftiert.
Nach dem Ende des Zweiten Weltkriegs war Jiricek zwischen dem 19. Dezember 1945 und dem 8. November 1949 erneut Abgeordneter zum Nationalrat (V. Gesetzgebungsperiode). Nach seinem Tod wurde er am 3. Juli 1959 am Hernalser Friedhof (Gruppe 42, Nr. 95) bestattet.